# Copa de Alemania 2009-10
La Copa de Alemania 2009-10 fue la 67.ª edición del torneo de copa de fútbol más importante de Alemania organizado por la asociación Alemana de Fútbol que se jugó del 31 de julio de 2009 al 15 de mayo de 2010 y que contó con la participación de 64 equipos.
El FC Bayern Múnich venció en la final al SV Werder Bremen en el Olympiastadion para ganar su título de copa 15.

## Resultados

### Primera Ronda
| 31-7-2009               |     |                          |                |
| SV Babelsberg 03        | 0–1 | Bayer 04 Leverkusen      |                |
| Eintracht Braunschweig  | 0–1 | 1. FC Kaiserslautern     |                |
| FC Ingolstadt 04        | 1–2 | FC Augsburg              |                |
| VfB Lübeck              | 2–1 | 1. FSV Mainz 05          | (t.e.)         |
| VfL Osnabrück           | 2–1 | FC Hansa Rostock         |                |
| SV Wehen Wiesbaden      | 1–4 | VfL Wolfsburg            |                |
| 1-8-2009                |     |                          |                |
| Dynamo Dresden          | 0–3 | 1. FC Nürnberg           |                |
| Kickers Emden           | 0–3 | 1. FC Köln               |                |
| SV Elversberg           | 0–2 | SC Freiburg              |                |
| FSV Frankfurt           | 1–2 | Borussia Mönchengladbach |                |
| SC Paderborn 07         | 0–1 | TSV 1860 München         |                |
| SG Sonnenhof Großaspach | 1–4 | VfB Stuttgart            |                |
| SpVgg Unterhaching      | 0–3 | Arminia Bielefeld        |                |
| SpVgg Weiden            | 1–3 | Borussia Dortmund        |                |
| Tennis Borussia Berlin  | 0–2 | Karlsruher SC            |                |
| SV Wacker Burghausen    | 0–0 | Rot Weiss Ahlen          | (t.e.) (5-6 p) |
| 1. FC Magdeburg         | 1–3 | FC Energie Cottbus       |                |
| SC Preußen Münster      | 1–3 | Hertha BSC               | (t.e.)         |
| TSV Germania Windeck    | 0–4 | FC Schalke 04            |                |
| 2-8-2009                |     |                          |                |
| 1. FC Union Berlin      | 0–5 | SV Werder Bremen         |                |
| SC Concordia Hamburg    | 0–4 | TuS Koblenz              |                |
| FC Oberneuland          | 0–2 | TSG 1899 Hoffenheim      |                |
| VfB Speldorf            | 0–3 | Rot-Weiß Oberhausen      |                |
| FC 08 Villingen         | 0–2 | FC St. Pauli             | (t.e.)         |
| FC Rot-Weiß Erfurt      | 1–2 | MSV Duisburg             |                |
| Torgelower SV Greif     | 1–4 | Alemannia Aachen         |                |
| Wormatia Worms          | 0–1 | SpVgg Greuther Fürth     | (t.e.)         |
| Sportfreunde Lotte      | 0–1 | VfL Bochum               |                |
| SpVgg Neckarelz         | 1–3 | FC Bayern München        |                |
| Kickers Offenbach       | 0–3 | Eintracht Frankfurt      |                |
| SV Eintracht Trier 05   | 3–1 | Hannover 96              |                |
| 3-8-2009                |     |                          |                |
| Fortuna Düsseldorf      | 3–3 | Hamburger SV             | (t.e.) (1-4 p) |

### Segunda Ronda
| 22-9-2009                |     |                      |                |
| SV Eintracht Trier 05    | 4–2 | Arminia Bielefeld    | (t.e.)         |
| 1. FC Nürnberg           | 0–1 | TSG 1899 Hoffenheim  |                |
| FC Bayern München        | 5–2 | Rot-Weiß Oberhausen  |                |
| Borussia Mönchengladbach | 0–1 | MSV Duisburg         |                |
| Rot Weiss Ahlen          | 2–3 | SpVgg Greuther Fürth | (t.e.)         |
| Karlsruher SC            | 0–3 | Borussia Dortmund    |                |
| VfL Bochum               | 0–3 | FC Schalke 04        |                |
| TuS Koblenz              | 4–2 | FC Energie Cottbus   | (t.e.)         |
| 23-9-2009                |     |                      |                |
| TSV 1860 München         | 2–2 | Hertha BSC           | (t.e.) (4-1 p) |
| FC Augsburg              | 1–0 | SC Freiburg          |                |
| SV Werder Bremen         | 2–1 | FC St. Pauli         |                |
| Eintracht Frankfurt      | 6–4 | Alemannia Aachen     |                |
| VfL Osnabrück            | 3–3 | Hamburger SV         | (t.e.) (4-2 p) |
| VfB Lübeck               | 1–3 | VfB Stuttgart        | (t.e.)         |
| 1. FC Kaiserslautern     | 2–1 | Bayer 04 Leverkusen  |                |
| 1. FC Köln               | 3–2 | VfL Wolfsburg        |                |

### Tercera Ronda
| 27 de octubre de 2009 | SpVgg Greuther Fürth | 1–0     | VfB Stuttgart | Playmobil-Stadion, Fürth                                 |                                                          |
|                       | Nehrig 32'           | Reporte |               | Asistencia: 10 800 espectadores Árbitro(s): Babak Rafati | Asistencia: 10 800 espectadores Árbitro(s): Babak Rafati |

| 27 de octubre de 2009 | Eintracht Trier | 0–3     | 1. FC Köln                                | Moselstadion, Trier                                     |                                                         |
|                       |                 | Reporte | Novaković 25' · Mohamad 29' · Maniche 52' | Asistencia: 10 800 espectadores Árbitro(s): Marco Fritz | Asistencia: 10 800 espectadores Árbitro(s): Marco Fritz |

| 27 de octubre de 2009 | VfL Osnabrück                  | 3–2     | Borussia Dortmund         | Osnatel-Arena, Osnabrück                                   |                                                            |
|                       | Barletta 37' 42' · Siegert 69' | Reporte | Şahin 55' · Barrios 90+6' | Asistencia: 16 250 espectadores Árbitro(s): Guido Winkmann | Asistencia: 16 250 espectadores Árbitro(s): Guido Winkmann |

| 27 de octubre de 2009 | FC Augsburg                                                        | 5–0     | MSV Duisburg | Impuls Arena, Augsburg                                   |                                                          |
|                       | Larsen 45+1' · Thurk 46' · Möhrle 55' · Torghelle 74' · Ndjeng 76' | Reporte | 51' Caiuby   | Asistencia: 12 203 espectadores Árbitro(s): Knut Kircher | Asistencia: 12 203 espectadores Árbitro(s): Knut Kircher |

| 28 de octubre de 2009 | 1860 München | 0–3     | Schalke 04                    | Allianz Arena, Munich                                      |                                                            |
|                       |              | Reporte | Rafinha 41' · Höwedes 48' 81' | Asistencia: 28 500 espectadores Árbitro(s): Markus Schmidt | Asistencia: 28 500 espectadores Árbitro(s): Markus Schmidt |

| 28 de octubre de 2009 | Werder Bremen                          | 3–0     | 1. FC Kaiserslautern | Weserstadion, Bremen                                      |                                                           |
|                       | Pasanen 28' · Borowski 39' · Oehrl 76' | Reporte |                      | Asistencia: 26 094 espectadores Árbitro(s): Deniz Aytekin | Asistencia: 26 094 espectadores Árbitro(s): Deniz Aytekin |

| 28 de octubre de 2009 | 1899 Hoffenheim                                            | 4–0     | TuS Koblenz | Rhein-Neckar-Arena, Sinsheim                            |                                                         |
|                       | Salihović 50' · Ibisević 67' · Maicosuel 71' · Compper 90' | Reporte |             | Asistencia: 18 050 espectadores Árbitro(s): Günter Perl | Asistencia: 18 050 espectadores Árbitro(s): Günter Perl |

| 28 de octubre de 2009 | Eintracht Frankfurt | 0–4 | Bayern Munich                         | Commerzbank-Arena, Frankfurt am Main                          |                                                               |
|                       |                     |     | Klose 14' 19' · Müller 29' · Toni 52' | Asistencia: 51 500 espectadores Árbitro(s): Thorsten Kinhöfer | Asistencia: 51 500 espectadores Árbitro(s): Thorsten Kinhöfer |

### Cuartos de final
| 9 de febrero de 2010 | Werder Bremen           | 2–1     | 1899 Hoffenheim | Weserstadion, Bremen                                     |                                                          |
|                      | Naldo 27' · Almeida 76' | Reporte | Tagoe 73'       | Asistencia: 25 000 espectadores Árbitro(s): Peter Sippel | Asistencia: 25 000 espectadores Árbitro(s): Peter Sippel |

| 10 de febrero de 2010 | Bayern Munich                                                                  | 6–2     | SpVgg Greuther Fürth    | Allianz Arena, Munich                                      |                                                            |
|                       | Müller 5' 82' · Robben 58' (pen.) · Ribéry 61' · Lahm 65' · Allagui 89' (a.g.) | Reporte | Nöthe 10' · Allagui 40' | Asistencia: 53 500 espectadores Árbitro(s): Michael Weiner | Asistencia: 53 500 espectadores Árbitro(s): Michael Weiner |

| 10 de febrero de 2010 | VfL Osnabrück | 0–1                         | Schalke 04  | Osnatel-Arena, Osnabrück                                 |                                                          |
|                       |               | Report (en alemán) Reporte] | Kurányi 59' | Asistencia: 16 130 espectadores Árbitro(s): Manuel Gräfe | Asistencia: 16 130 espectadores Árbitro(s): Manuel Gräfe |

| 10 de febrero de 2010 | FC Augsburg           | 2–0     | 1. FC Köln | Impuls Arena, Augsburg                                        |                                                               |
|                       | Thurk 3' · Rafael 86' | Reporte |            | Asistencia: 30 660 espectadores Árbitro(s): Thorsten Kinhöfer | Asistencia: 30 660 espectadores Árbitro(s): Thorsten Kinhöfer |

### Semifinales
| 23 de marzo de 2010 | Werder Bremen           | 2–0     | FC Augsburg | Weserstadion, Bremen                                     |                                                          |
|                     | Marin 30' · Pizarro 84' | Reporte |             | Asistencia: 32 000 espectadores Árbitro(s): Manuel Gräfe | Asistencia: 32 000 espectadores Árbitro(s): Manuel Gräfe |

| 24 de marzo de 2010 | Schalke 04 | 0–1 (t. s.) | Bayern Munich | Arena AufSchalke, Gelsenkirchen                          |                                                          |
|                     |            | Reporte     | Robben 112'   | Asistencia: 61 673 espectadores Árbitro(s): Knut Kircher | Asistencia: 61 673 espectadores Árbitro(s): Knut Kircher |

### Final
| 15 de mayo de 2010 | Werder Bremen | 0–4     | Bayern Munich                                                    | Olympiastadion, Berlin                                        |                                                               |
|                    |               | Reporte | - Robben 35' (pen.) - Olić 51' - Ribéry 63' - Schweinsteiger 83' | Asistencia: 75 420 espectadores Árbitro(s): Thorsten Kinhöfer | Asistencia: 75 420 espectadores Árbitro(s): Thorsten Kinhöfer |

| 1          | Guardameta     | Tim Wiese          |     |
| 8          | Defensa        | Clemens Fritz      |     |
| 29         | Defensa        | Per Mertesacker    |     |
| 4          | Defensa        | Naldo              |     |
| 2          | Defensa        | Sebastian Boenisch |     |
| 22         | Centrocampista | Torsten Frings     |     |
| 44         | Centrocampista | Philipp Bargfrede  | 46' |
| 6          | Centrocampista | Tim Borowski       | 70' |
| 11         | Centrocampista | Mesut Özil         |     |
| 14         | Centrocampista | Aaron Hunt         | 54' |
| 24         | Delantero      | Claudio Pizarro    |     |
| Entrenador | Entrenador     | Thomas Schaaf      |     |

| 22         | Guardameta     | Hans-Jörg Butt         |     |
| 21         | Defensa        | Philipp Lahm           |     |
| 5          | Defensa        | Daniel Van Buyten      |     |
| 6          | Defensa        | Martín Demichelis      |     |
| 28         | Defensa        | Holger Badstuber       |     |
| 17         | Centrocampista | Mark van Bommel        |     |
| 37         | Centrocampista | Bastian Schweinsteiger |     |
| 10         | Centrocampista | Arjen Robben           | 86' |
| 25         | Centrocampista | Thomas Müller          | 77' |
| 7          | Centrocampista | Franck Ribéry          |     |
| 11         | Delantero      | Ivica Olić             | 80' |
| Entrenador | Entrenador     | Louis van Gaal         |     |

| 23 | Delantero      | Hugo Almeida  | 46' |
| 10 | Centrocampista | Marko Marin   | 54' |
| 20 | Centrocampista | Daniel Jensen | 70' |

| 44 | Centrocampista | Anatoliy Tymoshchuk | 77' |
| 18 | Delantero      | Miroslav Klose      | 80' |
| 8  | Centrocampista | Hamit Altıntop      | 86' |

|  |

| Anotado · Penal | 35' | Arjen Robben           | 0-1 |
| Anotado         | 51' | Ivica Olić             | 0-2 |
| Anotado         | 63' | Franck Ribéry          | 0-3 |
| Anotado         | 83' | Bastian Schweinsteiger | 0-4 |

| Amonestado | 56' | Torsten Frings |
| Amonestado | 66' | Clemens Frintz |
| Amonestado | 68' | Tim Borowski   |

| Amonestado | 11' | Mark van Bommel |
| Amonestado | 19' | Ivica Olić      |

| Expulsado | 76' | Torsten Frings |

| Árbitro:             | Thorsten Kinhöfer |
| Árbitros asistentes: | Detlef Scheppe    |
| Árbitros asistentes: | Christian Fisher  |
| Cuarto árbitro:      | Jochen Drees      |
|                      |                   |

| 1          | Guardameta     | Tim Wiese          |     |
| 8          | Defensa        | Clemens Fritz      |     |
| 29         | Defensa        | Per Mertesacker    |     |
| 4          | Defensa        | Naldo              |     |
| 2          | Defensa        | Sebastian Boenisch |     |
| 22         | Centrocampista | Torsten Frings     |     |
| 44         | Centrocampista | Philipp Bargfrede  | 46' |
| 6          | Centrocampista | Tim Borowski       | 70' |
| 11         | Centrocampista | Mesut Özil         |     |
| 14         | Centrocampista | Aaron Hunt         | 54' |
| 24         | Delantero      | Claudio Pizarro    |     |
| Entrenador | Entrenador     | Thomas Schaaf      |     |

| 22         | Guardameta     | Hans-Jörg Butt         |     |
| 21         | Defensa        | Philipp Lahm           |     |
| 5          | Defensa        | Daniel Van Buyten      |     |
| 6          | Defensa        | Martín Demichelis      |     |
| 28         | Defensa        | Holger Badstuber       |     |
| 17         | Centrocampista | Mark van Bommel        |     |
| 37         | Centrocampista | Bastian Schweinsteiger |     |
| 10         | Centrocampista | Arjen Robben           | 86' |
| 25         | Centrocampista | Thomas Müller          | 77' |
| 7          | Centrocampista | Franck Ribéry          |     |
| 11         | Delantero      | Ivica Olić             | 80' |
| Entrenador | Entrenador     | Louis van Gaal         |     |

| 23 | Delantero      | Hugo Almeida  | 46' |
| 10 | Centrocampista | Marko Marin   | 54' |
| 20 | Centrocampista | Daniel Jensen | 70' |

| 44 | Centrocampista | Anatoliy Tymoshchuk | 77' |
| 18 | Delantero      | Miroslav Klose      | 80' |
| 8  | Centrocampista | Hamit Altıntop      | 86' |

|  |

| Anotado · Penal | 35' | Arjen Robben           | 0-1 |
| Anotado         | 51' | Ivica Olić             | 0-2 |
| Anotado         | 63' | Franck Ribéry          | 0-3 |
| Anotado         | 83' | Bastian Schweinsteiger | 0-4 |

| Amonestado | 56' | Torsten Frings |
| Amonestado | 66' | Clemens Frintz |
| Amonestado | 68' | Tim Borowski   |

| Amonestado | 11' | Mark van Bommel |
| Amonestado | 19' | Ivica Olić      |

| Expulsado | 76' | Torsten Frings |

| Árbitro:             | Thorsten Kinhöfer |
| Árbitros asistentes: | Detlef Scheppe    |
| Árbitros asistentes: | Christian Fisher  |
| Cuarto árbitro:      | Jochen Drees      |
|                      |                   |

| DFB Pokal Trophy                  |
|                                   |
| Bayern Múnich Campeón 15.° título |